# 泉インターチェンジ
泉インターチェンジ（いずみインターチェンジ）は、宮城県仙台市泉区七北田にある、東北自動車道のインターチェンジ。泉区内のほか、盛岡方面から塩竈市に向かう場合の最寄りとなるインターチェンジ。
仙台市と合併する以前の泉市時代に設置されたため、この名称となっている。
2003年度の入台数は284万7766台、出台数は282万6751台であった。

## 道路
- E4 東北自動車道（29番）
- 接続する道路：国道4号（奥州街道）

## 料金所

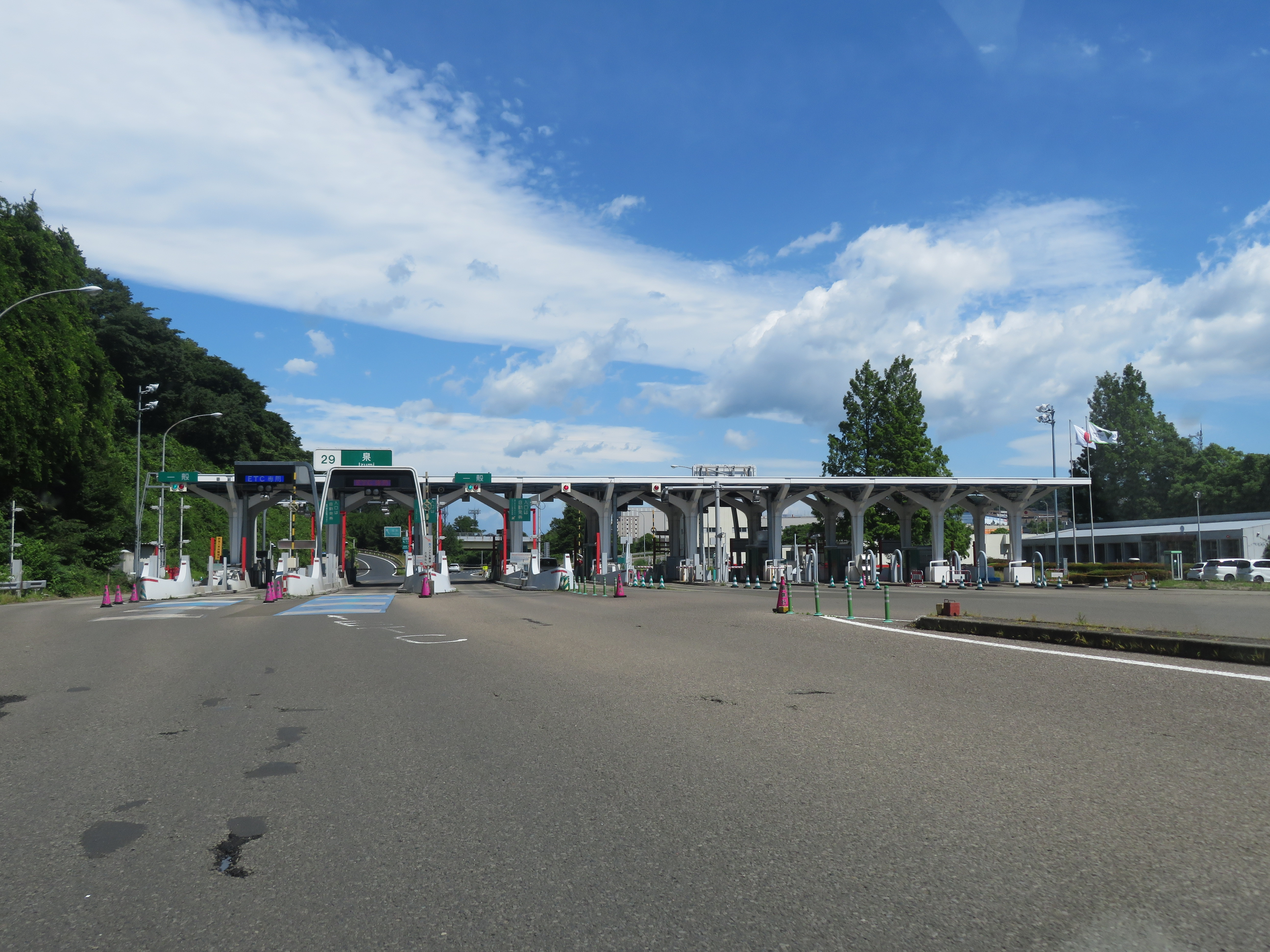
料金所付近

- ブース数：9

### 入口
- ブース数：4
  - ETC専用：1
  - ETC・一般：1
  - 一般：2

### 出口
- ブース数：5
  - ETC専用：2
  - ETC・一般：1
  - 一般：2

## 周辺
- 宮城交通「陸前大沢」停留所
- 泉パークタウン工業流通団地
- 泉パークタウンゴルフ倶楽部
- ユアテックスタジアム仙台
- 東北楽天ゴールデンイーグルス泉グラウンド（東北楽天ゴールデンイーグルス犬鷲寮）
- イオンタウン仙台泉大沢
- イオンモール富谷
- 泉中央 (仙台市)
- イデアル「フィアット・アルファロメオ・プジョー・マセラティ仙台泉」
- （廃止）仙台鉄道・陸前大沢駅（東北道と国道4号の立体交差付近）

## 隣
E4 東北自動車道
(28) 仙台宮城IC - (28-1) 泉PA/スマートIC - (29) 泉IC - (29-1) 富谷JCT - 鶴巣PA - (30) 大和IC
急カーブが連続するため、上り線（福島・宇都宮方面）は、当ICから蔵王PAまで通常の最高速度が80 km/hに制限されている。